# Качалина, Ксения Михайловна
Ксе́ния Миха́йловна Кача́лина (3 мая 1971, Саратов) — советская и российская киноактриса. 

## Биография
Родилась 3 мая 1971 года в Саратове.
Училась два года на актёрском факультете в Саратовской консерватории имени Собинова (1987—1988), затем в 1995 году окончила ВГИК (мастерская С. Соловьёва и В. Рубинчика).
Дебют в кино — фильм «Нелюбовь» (1991). Также снялась в фильмах «Арбитр», «Тьма» (1992), «Дикая любовь», «Над тёмной водой» (1993 год), «Письма в прошлую жизнь», «Три сестры» (1994 год), «Собачий ящик» (1995 год), «Мужские откровения», «Тот, кто нежнее» (1996 год), «Дух», «Цирк сгорел, и клоуны разбежались» (1998 год), «Моя жизнь» (из цикла «Чтения»), «Романовы. Венценосная семья» (2000), «Праздник» (2001).

## Личная жизнь
Жила 4 года (1992—1996) в фактическом браке с Иваном Ивановичем Охлобыстиным (род. 22.07.1966).
Супруг — Михаил Олегович Ефремов (род. 10.11.1963), в разводе с 2004 года. 
- Ребёнок — трансгендерный сын Сергей (Аэм Тиллмари)[1], ранее — Анна-Мария Михайловна Ефремова (род. 2000)

## Фильмография
- 1991 — Нелюбовь — Рита
- 1991 — Тьма (в проекте «Русские повести», СССР-Франция)
- 1992 — Арбитр — подруга «Арбитра»
- 1993 — Дикая любовь (Украина) — Маша
- 1993 — Над тёмной водой (Россия-Германия) — Лена
- 1994 — Письма в прошлую жизнь
- 1994 — Три сестры (Россия-Германия) — Маша
- 1995 — Собачий ящик (короткометражный)
- 1995—1996 — Русский проект («Мы вас любим», «Мы помним») — девушка-медсестра
- 1996 — Мужские откровения (короткометражный)
- 1996 — Тот, кто нежнее (Россия-Казахстан) — Алёна
- 1998 — Дух
- 1998 — Цирк сгорел, и клоуны разбежались — Аля, дочь Николая и Тамары
- 2000 — Романовы. Венценосная семья — великая княжна Татьяна Николаевна
- 2001 — Праздник — Лена
- 2004 — Богиня: как я полюбила — горбунья Клавдия
- 2006 — В круге первом — женa Пoтаповa
- 2007 — Цена безумия — Ольга

## Награды
- 1992 год — лауреат премии кинофестиваля «Кинотавр», приз за лучшую женскую роль в фильме Валерия Рубинчика «Нелюбовь».
- 1993 год — за роль Лены в фильме Д. Д. Месхиева «Над тёмной водой» получила золотой приз на кинофестивале в Таормине (Италия)[источник не указан 2232 дня].